# BumpTop
BumpTop est le prototype d'un environnement graphique, conçu pour remplacer le traditionnel environnement de bureau virtuel en approfondissant sa métaphore. En effet, ce prototype cherche à avoir le comportement normal physique d'un bureau du monde réel. Il permet des interactions à l'aide d'un stylet, ce qui le destine tout particulièrement aux tablettes PC et assistants personnels. Il fut créé à l'université de Toronto dans le cadre du  Masters Thesis d'Anand Agarawala.
Dans BumpTop, les documents sont représentés par des boîtes en 3D étendues sur un bureau virtuel. L'utilisateur peut positionner les boîtes sur le bureau en utilisant un stylet ou une souris. Des effets physiques sont simulés pour un plus grand réalisme : il est ainsi possible pour tous les documents de les jeter, les éparpiller, les plier ou simplement les corner. On peut également les empiler en utilisant certains mouvements du stylet. Les sélections multiples sont réalisables grâce à la combinaison d'une sélection au lasso, et de l'affichage d'une palette d'actions en camembert.
Au début de l'année 2010, BumpTop a été racheté par Google et n'est donc plus disponible à l'essai.